# John Hogg (nhà sinh học)
John Joseph Hogg (1800-1869) là một nhà tự nhiên người Anh đã viết về loài lưỡng cư, chim, thực vật, bò sát và sinh vật nguyên sinh. Năm 1839, ông trở thành thành viên của Hội Hoàng gia.
John Hogg được ghi nhận với việc tạo ra một giới thứ tư, cùng với Lapides, Plantae và Animalia của Carl Linnaeus, gọi là Protoctista.

## Bối cảnh
Năm 1735, nhà thực vật học Thụy Điển Carl Linnaeus đã chính thức hóa các sinh vật sống thành hai siêu nhóm, trong Systema Naturae hoành tráng của ông. Tất cả các sinh vật đã được đặt vào giới Plantae (thực vật) và Animalia (động vật). Linnaeus đã thêm một giới thứ ba của thế giới tự nhiên vào năm 1766;  Lapides  (đá). Chúng được coi là tương tự như thực vật ở chỗ chúng, không sống hay không sinh, nghĩa là không có giác quan. Chúng được đặc trưng bởi thân thể rắn.

## Giới thứ tư
Năm 1860, Hogg tạo ra một giới thứ tư, Regnum Primigenum hay Protoctista. Lý do của ông chỉ đơn giản là một giới của 'sinh vật đầu tiên' là cần thiết, vì những thực thể này được cho là đã tồn tại trước thực vật và động vật.